# 1-tert-Butoxy-2-propanol
1-tert-Butoxy-2-propanol ist eine chemische Verbindung aus der Gruppe der Glycolether.

## Gewinnung und Darstellung
1-tert-Butoxy-2-propanol kann durch Reaktion von Isobutylen mit überschüssigem Propylenglycol in Gegenwart eines festen Harzveretherungskatalysators hergestellt werden.

## Eigenschaften
1-tert-Butoxy-2-propanol ist eine entzündbare, farblose Flüssigkeit mit mildem Geruch, die leicht löslich in Wasser ist.

## Verwendung
1-tert-Butoxy-2-propanol wird als Lösungsmittel (als Ersatz für Ethylenglycolmonoalkylether) und in Allzweckreinigern, Beschichtungen, Druckfarben, Nagellack, Lacken, Latexfarben und Klebstoffen verwendet.

## Sicherheitshinweise
Die Dämpfe von 1-tert-Butoxy-2-propanol können mit Luft ein explosionsfähiges Gemisch (Flammpunkt 45 °C) bilden.